# Генріх Готтфрід фон Маттушка
Генріх Готтфрід фон Маттушка (нім. Heinrich Gottfried von Mattuschka; 22 лютого 1734—19 листопада 1779) — німецький (сілезький) натураліст, нащадок богемського шляхетського роду Матушка (чеськ. Matuška).

## Біографія
Генріх Готтфрід народився 22 лютого 1734 року в сім'ї прусського шляхтича Фрідріха Рудольфа фон Маттушка-Тополчан та його дружини Йозефи, баронеси фон Шпетген. Початкову освіту здобув у себе вдома у Бреслау, потім вступив до Університет Бреслау, де став магістром філософії. За бажанням батька у 1755 році поїхав у Берлін, де працював в апеляційному суді. Через рік отримав високу посаду в уряді Бреслау, однак потім був змушений залишити її. Маттушка став вивчати математику, астрономію та ботаніку, він зібрав великий гербарій рослин Сілезії. 29 серпня 1763 року граф фон Маттушка одружився із Бернардиною Клерон д'Оссонвілль (1742-1808).
Генріх Готтфрід фон Маттушка помер 19 листопада 1779 року в Пітшені (зараз - Бичина).
У 1776 році граф фон Маттушка видав перший том однієї з найважливіших ботанічних робіт по флорі Центральної Європи кінця XVIII століття — Flora silesiaca. Через рік був виданий і другий издан том.

## Окремі наукові праці
- Mattuschka, H.G. (1776—1777). Flora silesiaca. 2 vols.
- Mattuschka, H.G. (1779). Enumeratio stirpium in Silesia sponte crescentium. 348 p.

## Роди, названі на честь Г. Г. фон Маттушка
- Mattuschkaea Schreb., 1791 [syn.  Perama Aubl., 1775]
- Mattuschkia J.F.Gmel., 1791, nom. illeg. [syn.  Saururus L., 1753]